# خطاف بني
خطاف بني (الاسم العلمي: Anous stolidus) هو نوع من فصيلة خرشناوات.

## معرض صور

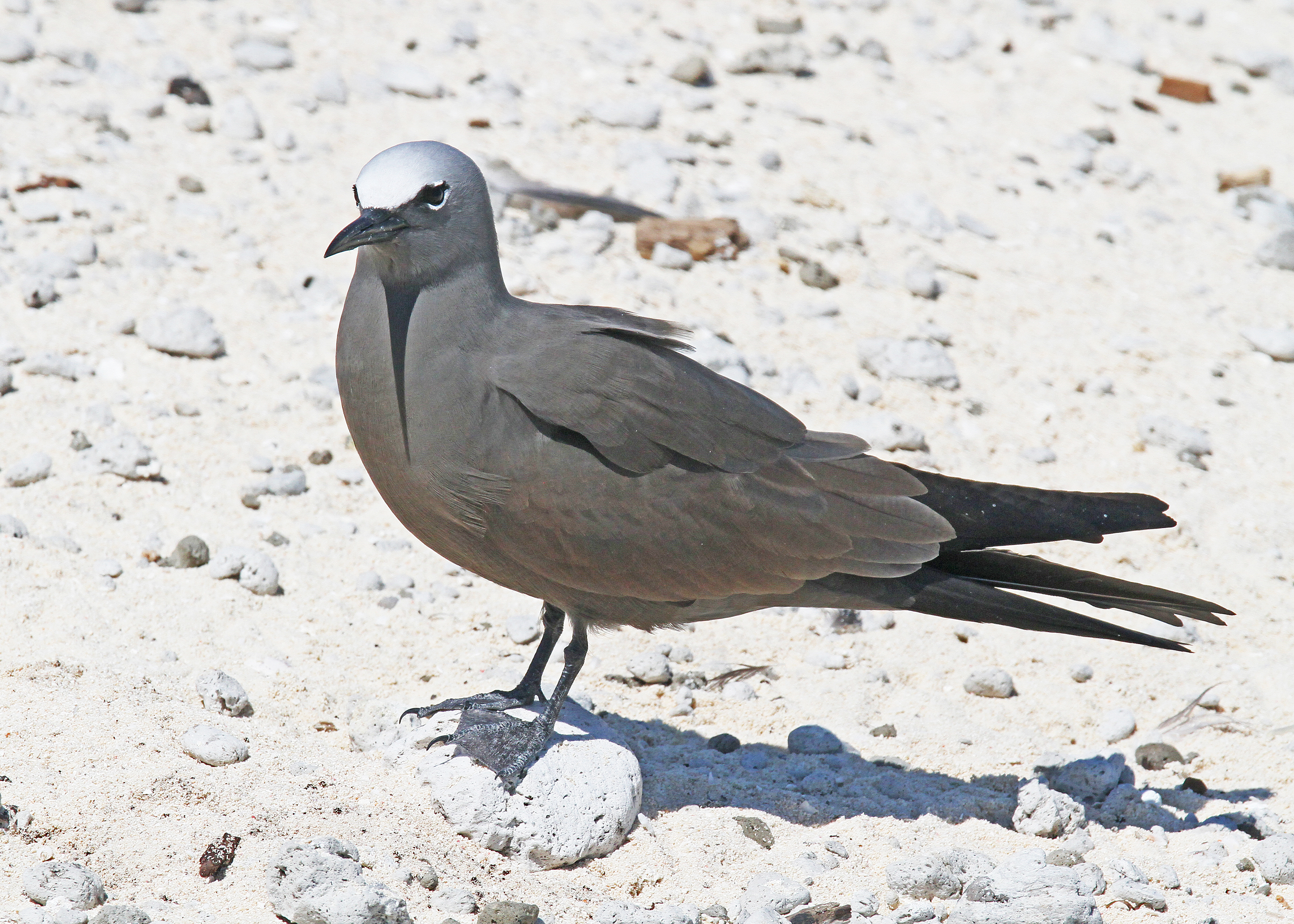
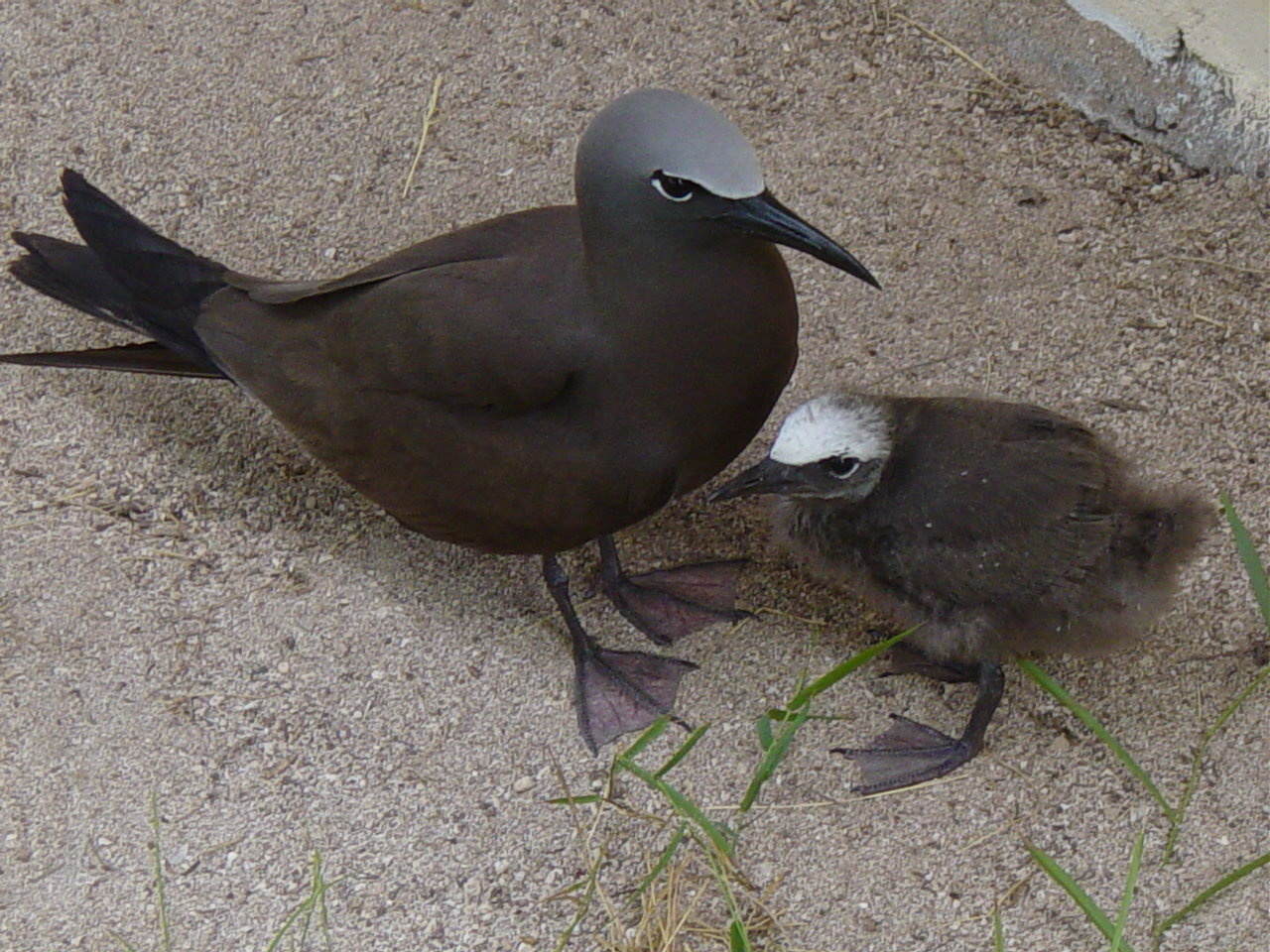
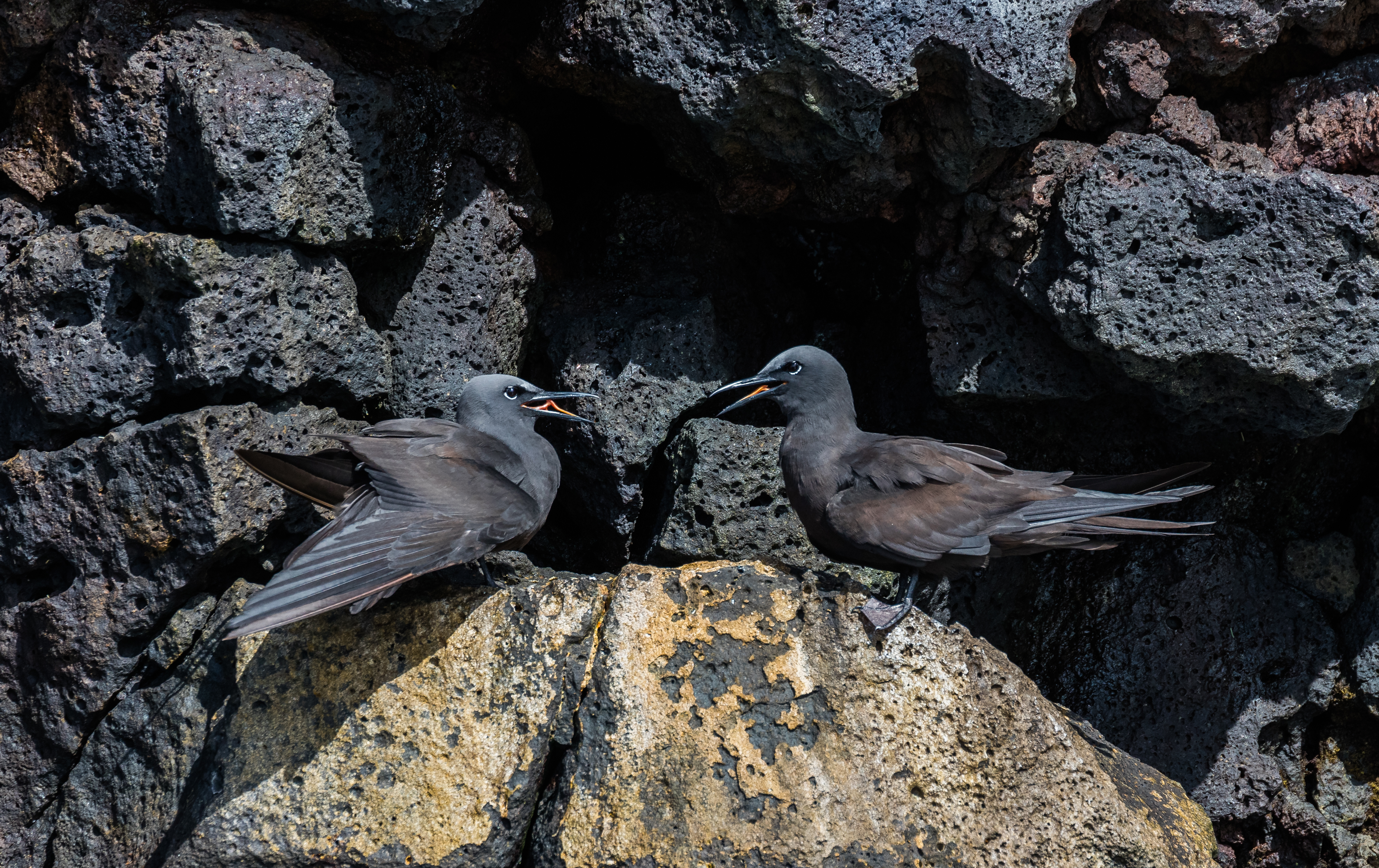
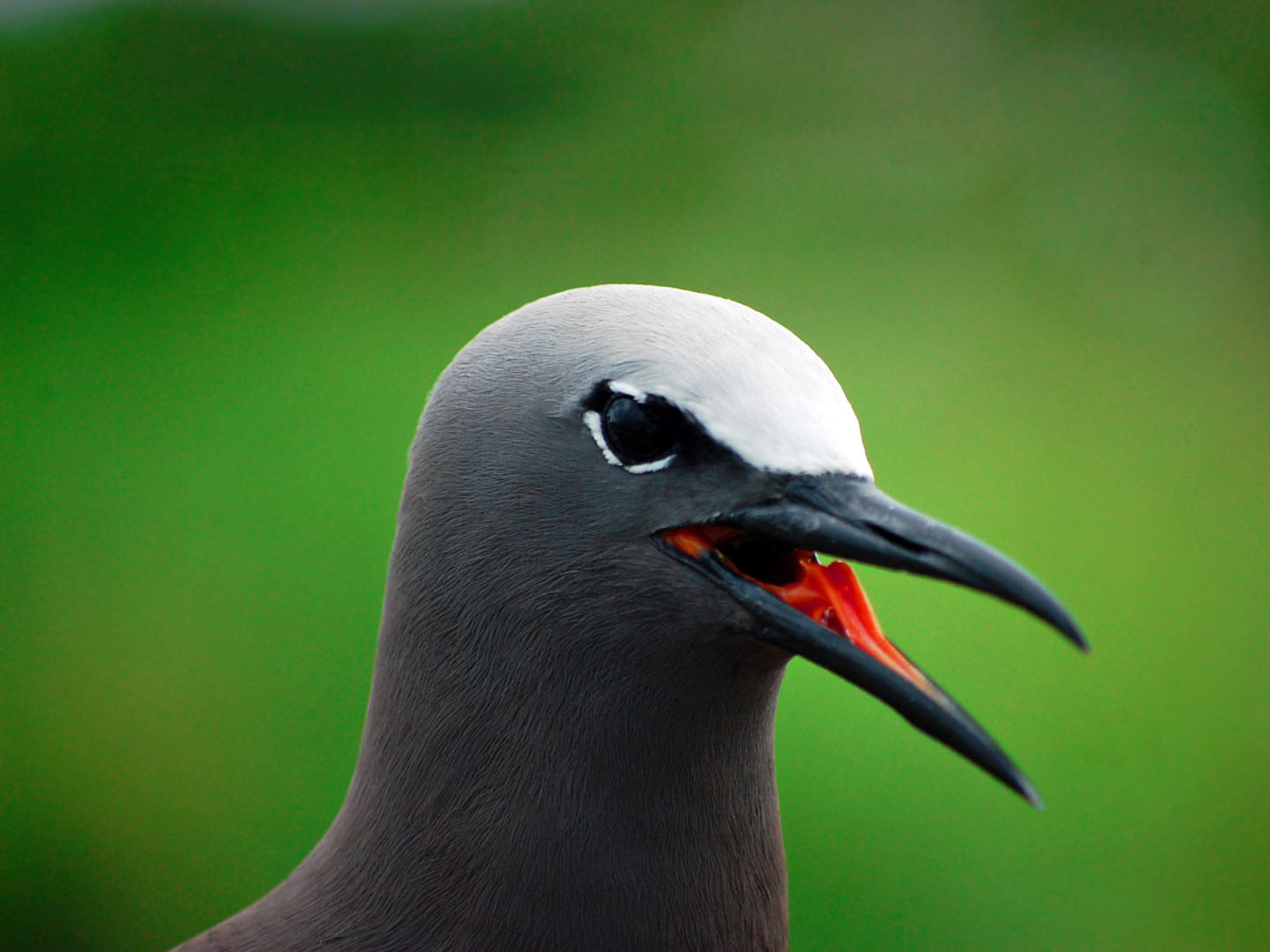
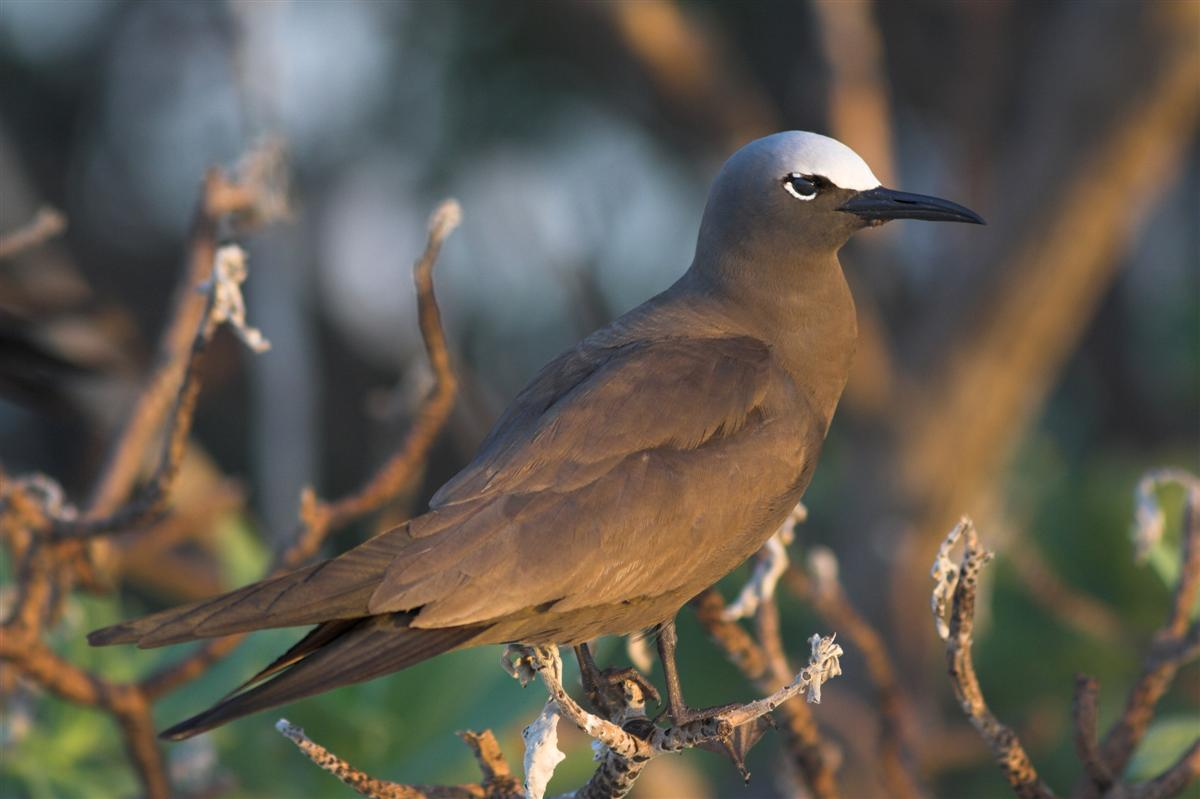
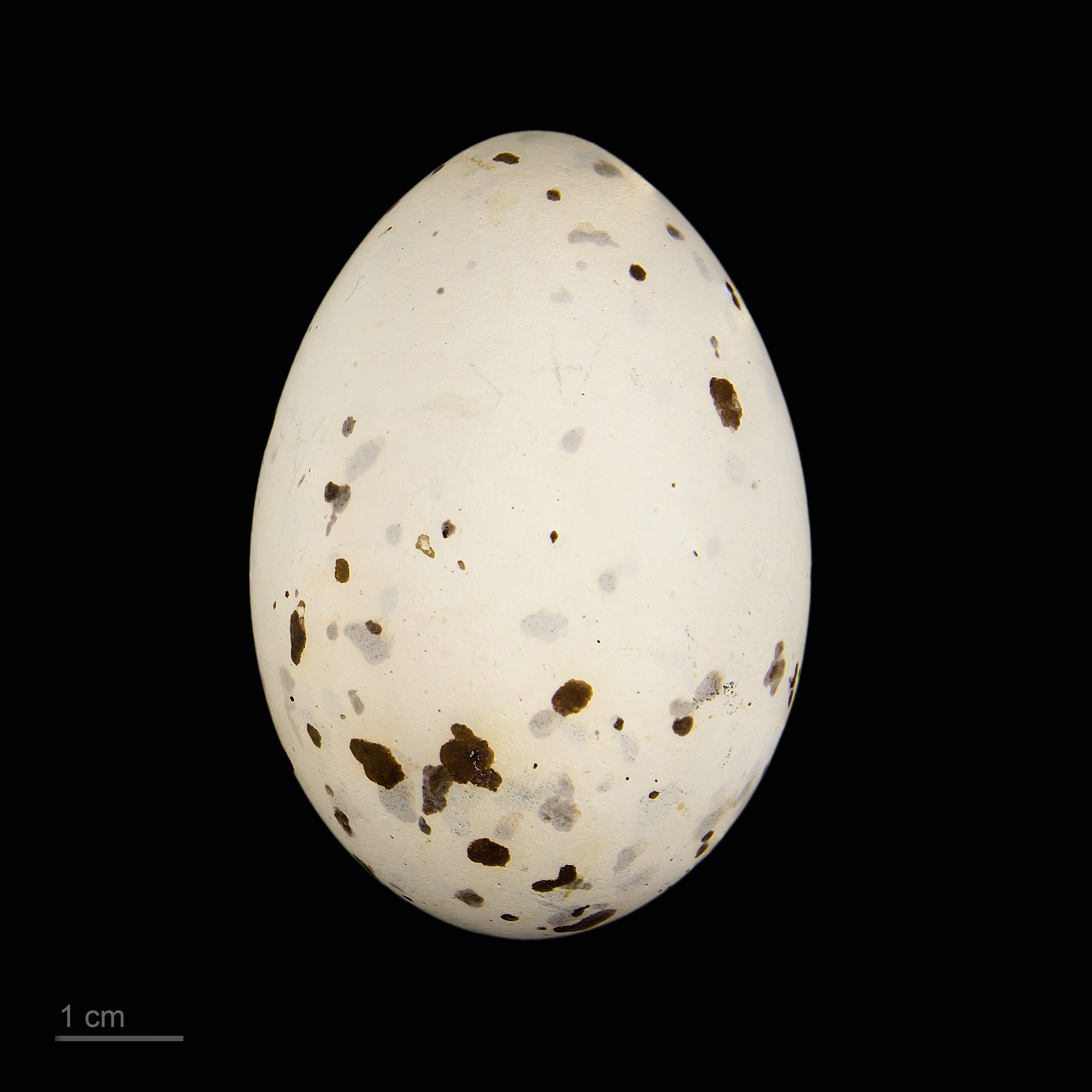
Museum specimen